# بيتر سيدغويك
بيتر سيدغويك (بالإنجليزية: Peter Sedgwick)‏ هو كاتب بريطاني، ولد في 1934، وتوفي في 1983.